# Krems an der Donau
Krems, službeno Krems an der Donau (hrv. Krems na Dunavu), statutarni grad u Donjoj Austriji. U gradu živi 24.011 stanovnika.
Krems je administrativni centar istoimenog kotara od 56.277 stanovnika.

## Zemljopisne karakteristike
Krems leži u Donjoj Austriji, 70 km sjeverozapadno od Beča, na ušću rijeke Krems u Dunav.
Krems je poznat kao istočni (bečki) ulaz u poznatu Dolinu Wachau.

## Povijest
Krems se prvi put spominje 995. godine kao carska fortifikacija. Status grada dobio je u 12. stoljeću, kad je imao vlastitu kovnicu novca.
Od njegove srednjovjekovne utvrde ostali su do danas očuvani toranj s ulaznim vratima u grad (Steiner Tor), toranj za barut (Pulverturm) i gotički Gozzoburg.
Krems je 1938. apsorbirao susjedne gradove Stein an der Donau i Mautern (podignut na mjestu nekadašnjeg rimskog kastruma).

## Znamenitosti
Pored utvrde iz 13. stoljeća, najznačajnije građevine su župna crkva crkva Svetog Vida (njem. Sankt Veit) 
restaurirana 1616. – 1630. jedna od najstarijih austrijskih baroknih crkva.

## Privreda
Krems ima nešto metale i kemijske industrije ali je prije svega trgovačko - servisni centar svoje okolice.
Krems je poznat po proizvodnji vina i ima nekoliko odličnih vinarija, pa ga nakon berbe grožđa posjećuje puno vinskih znalaca.

## Gradovi prijatelji
- Ribe, Danska
- Böblingen, Njemačka
- Beaune, Francuska
- Passau, Njemačka
- Kroměříž, Češka
- Grapevine, SAD

## Galerija
- Povijesni centar grada
- Spomenik sv. Trojstvu
- Centar Steina
- Gradska vijećnica
- Željeznički kolodvor

## Vanjske poveznice
- Službena stranica